# Skauting v Rumunsku

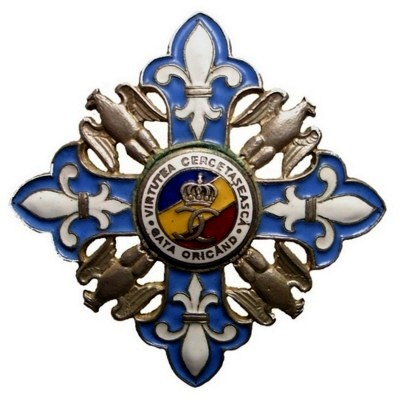
Znak rumunských skautů

První oddíly skautů v Rumunsku byly založeny v roce 1912. Hnutí čítalo mezi světovými válkami 100 000 členů. Dnes má asi 7000 členů ve více než 70 místních střediscích v celé zemi. Existuje několik sdružení s různým důrazem.

## Organizace
Skautské hnutí v Rumunsku v současné době zahrnuje následující organizace:
- Organizația Națională Cercetașii României spojuje asi 5000 členů, členem WOSM, katolický  Asociatia Catolica Scout din România  má úzké kontakty s italským sdružením skautů Cattolici Italiani.
- Asociația Ghidelor și Ghizilor din România s asi 1000 členy, člen WAGGGS.
- Cercetașii Creștini Români din Federația Scoutismu-lui European s asi 500 členy, člen Mezinárodní unie skautek a skautů Evropy.
- Romániái Magyar Cserkészszövetség/Uniunea Cercetaşilor Maghiari din România,  Asociace skautů maďarské menšiny, člen maďarské skautské asociace Magyar Cserkészszövetség.
- Asociaţia Cercetaşii Munţilor (Horští skauti).
- Girl Scouts of the USA skupiny v Bukurešť.

Dospěly skaut spojily své síly v ‘Asociatia Traditională Cercetaşii României‘, člen ISGF.